# Sauron fissocornis
Sauron fissocornis is een spinnensoort in de taxonomische indeling van de hangmatspinnen (Linyphiidae).
Het dier behoort tot het geslacht Sauron. De wetenschappelijke naam van de soort werd voor het eerst geldig gepubliceerd in 1995 door Kirill Yuryevich Eskov.